# Mamkha
Mamkha (en népalais : माम्खा) est un comité de développement villageois du Népal situé dans le district d'Okhaldhunga. Au recensement de 2011, il comptait 3 157 habitants.